# 東明駅
東明駅（とうめいえき）は、かつて北海道美唄市東明5条2丁目に存在した三菱鉱業美唄鉄道線（美唄鉄道）の駅（廃駅）である。

## 概要
1972年（昭和47年）5月31日まで運行していた三菱鉱業美唄鉄道線（美唄鉄道）の鉄道駅であり、美唄駅から3番目の駅であった。美唄市の東明地区に位置し、当鉄道が運行されていた頃は地域住民の最寄駅となっていた。
東明地区は第二次世界大戦前は「しののめ」と呼ばれていたが、1948年（昭和23年）の駅開設により「とうめい」と呼ばれるようになった。
1972年（昭和47年）の廃線により三菱鉱業から駅舎と鉄道関係資料が寄贈された。国鉄4110形蒸気機関車の同形機である2号機関車が保存展示されており、美唄市の観光名所の一つとなっている。

## 歴史
太平洋戦争後、この地区に三井新美唄炭砿の炭鉱住宅が置かれ、急速に人口が増えた。このため住民及び三井鉱山の請願によって当駅が設置された。

### 年表
- 1948年（昭和23年）1月10日：美唄鉄道の駅として東明駅（停留所）開設。駅舎設置[2]。
- 1950年（昭和25年）4月25日：三菱鉱業美唄鉄道の駅となる。
- 1965年（昭和40年）5月20日：委託駅となる。
- 1970年（昭和45年）10月1日：無人化。
- 1972年（昭和47年）6月1日：三菱鉱業美唄鉄道線廃止により廃駅。

## 駅構造
1962年（昭和37年）の時点で、駅舎は美唄に向かって左手南側の構内美唄寄りに置かれ、駅舎前を通る貨物積卸線を挟んでホーム上駅舎に近い位置に上屋を持つ島式ホーム1面2線を有し、駅舎からホーム美唄側端へ構内踏切で連絡した。また駅舎の右側は広い空き地になっており、貨物用の上屋もあった。配線は駅裏側が本線と直線の棒線状に近く、駅表側2線が片開分岐で分岐する構造であった。

## 利用状況
| 乗車人員推移 | 乗車人員推移 |
| 年度         | 1日平均人数  |
| ------------ | ------------ |
| 1951         | 1,762        |
| 1960         | 1,594        |
| 1965         | 391          |
| 1966         | 475          |

## 駅跡
当駅跡地では、2006年（平成18年）に『東明駅保存会』が活動し、駅舎の保存と一般開放などを行っている。当地へのアクセスは、美唄市民バス美唄駅より『アルテピアッツア』行きバスに乗り、『東明5条』下車。

### 東明駅舎
1946年（昭和21年）に完成された東明駅の駅舎は、三菱鉱業美唄鉄道線廃止後、美唄市に寄贈され、保存されて現在に至る。なお、美唄鉄道の駅舎で残っているのは当駅のみである。

### 蒸気機関車展示
かつて実際に三菱鉱業美唄鉄道線で運行していた、国鉄4110形蒸気機関車と同形の2号機関車が東明駅舎近くで保存公開されているが、日本で唯一公開されている4110形機関車でもある。
- 駅跡に保存されている美唄鉄道2号機（1999年）
- 東明駅跡に展示されている2号機関車
- 同機の近況（2024年）

### プラットホーム
プラットホームも分かるような形で残されている。

## 隣の駅
三菱鉱業
美唄鉄道線
美唄駅 - （東美唄信号所） - 東明駅 - 盤の沢駅